# Anderbergia
Anderbergia es un género de plantas con flores perteneciente a la familia de las asteráceas. Comprende 6 especies descritas y aceptadas.

## Taxonomía
El género fue descrito por Rune Bertil Nordenstam y publicado en Annalen des Naturhistorischen Museums in Wien 98B (Suppl): 407. 1996.

## Especies
A continuación se brinda un listado de las especies del género Anderbergia aceptadas hasta julio de 2012, ordenadas alfabéticamente. Para cada una se indica el nombre binomial seguido del autor, abreviado según las convenciones y usos.
- Anderbergia elsiae B.Nord.
- Anderbergia epaleata (Hilliard & B.L.Burtt) B.Nord.
- Anderbergia fallax B.Nord.
- Anderbergia rooibergensis B.Nord.
- Anderbergia ustulata B.Nord.
- Anderbergia vlokii (Hilliard) B.Nord.